# Бджола і шершень (байка)
 «Бджола і шершень» — байка українського письменника Григорія Сковороди, написана у 1774 році, опублікована у збірці «Байки Харківські».

## Сюжет
Байка побудована у формі діалогу між Бджолою і Шершнем. Кожен висловлює свою думку про місце праці в житті. Шершень є уособленням ледачої людини, яка живе за рахунок інших. Він висміює Бджолу за те, що вона працює на інших і називає бджіл безмозкими. А Бджола є втіленням працьовитої людини. Вона вважає, що краще працювати, ніж «крадіжкою добувати» мед. Для бджоли втіха працювати, у її образі прославляється праця і мудрість.
Григорій Сковорода на підтвердження приводить думку Епікура: "Подяка блаженній натурі за те, що потрібне зробила неважким, а важке непотрібним".

## Композиція байки
Байка складається з двох частин: оповідної і моралі (сили). В оповідній частині читаємо діалог між Бджолою і Шершнем. У другій частині поет деталізує мораль, тому вона навіть більша за основну частину. Григорій Сковорода переконаний, що праця має бути природною потребою, «найсолодшою поживою». Тільки тоді життя матиме сенс. В улюбленій справі людина почувається впевнено і щасливо, а в безділлі — деградує. На підтвердження позиції Бджоли поет вводить другорядні образи: хорта, собаки і кота.

## Проблеми байки
Григорій Сковорода у байці порушує низку проблем. Перш за все його хвилює сенс життя кожної людини, праця і лінь. У кожного має бути покликання, необхідно працювати за здібностями.

## Художні засоби
Байка написана у стилі бароко. Григорій Сковорода використовує алегорію, персоніфікацію. Він пише про комах, а  насправді говорить про людей. У байці є епітети: поважний дурень, квітоносні луги, гірша мука. Порівняння: немає більшої радості, аніж жити за покликанням. Вислови поета стали афоризмами.